# Maike Sander
Maike Sander (* 16. August 1967 in Göttingen) ist eine deutsche Medizinerin und Diabetesforscherin. Sie ist seit November 2022 Wissenschaftliche Vorständin und Vorstandsvorsitzende des Max‐Delbrück‐Centrums für Molekulare Medizin (MDC) in Berlin-Buch. Sie ist die erste Frau an der Spitze eines der Helmholtz-Gesundheitszentren. Sie betreibt Grundlagenforschung zu molekularen Mechanismen in Beta-Zellen und arbeitet an Strategien für den Ersatz von Insulin‐produzierenden Zellen durch embryonale Stammzellen um neue Diabetes‐Behandlungsmethoden zu entwickeln.

## Akademischer und beruflicher Werdegang
Nach dem Studium der Medizin an der Universität Heidelberg von 1987 bis 1994 war sie von 1994 bis 1999 wissenschaftliche Mitarbeiterin an der University of California, San Francisco, wo sie bereits 1991 im Rahmen eines Austauschprogramms war. Von 1999 bis 2003 war sie Assistenzprofessorin am Zentrum für Molekulare Neurobiologie der Universität Hamburg. Es folgte von 2003 bis 2008 eine Assistenzprofessur und Professorin an der University of California, Irvine. Von 2008 bis 2022 schließlich war sie Professorin, Abteilung für Pädiatrie, Zell‐ und Molekularbiologie der University of California, San Diego (UCSD), 2012 – 2022 Direktorin, Pediatric Diabetes Research Center, San Diego.
Parallel dazu hatte sie weitere Funktionen inne: 2014 – 2022 Co‐Direktorin, Center on Diabetes, Institute of Engineering in Medicine, UCSD, 2012 – 2022 Direktorin, Pediatric Diabetes Research Center, San Diego, 2019 – 2022 Einstein Visiting Fellow, Berlin Institute of Health (BIH), seit 2022 Adjunct Professorin, Abteilung für Pädiatrie, University of California, San Diego.  
Seit 2022 ist sie Wissenschaftliche Vorständin und Vorstandsvorsitzende am Max‐Delbrück‐Centrum für Molekulare Medizin (MDC) in Berlin. Maike Sander hat eine Professur an der Charité – Universitätsmedizin Berlin inne. Im Januar 2025 hat sie in der Helmholtz-Gemeinschaft die Vizepräsidentschaft für den Forschungsbereich Gesundheit (Helmholtz Health) übernommen.
Seit 2003 ist sie Gutachterin für das National Institutes of Health (NIH), USA und seit 2004 Gutachterin für das Juvenile Diabetes Research Foundation (JDRF), New York City, USA. Als Expertin für insulinproduzierende Betazellen der Bauchspeicheldrüse verfügt sie über fast dreißig Jahre Erfahrung in der Medizin und der Diabetesforschung. 

## Forschungsgebiete
Forschungsziel ist die molekularen Mechanismen zu verstehen, die der Bildung und der ordnungsgemäßen Funktion der insulinproduzierenden Betazellen der Bauchspeicheldrüse zugrunde liegen, die bei Diabetes beeinträchtigt sind und hierfür neue Therapieansätze zu entwickeln. Dabei steht die Erforschung der Frage im Vordergrund, wie dynamische Veränderungen der Genexpression, der Besetzung von Transkriptionsfaktoren und des Chromatins die Betazelldifferenzierung und die Aufrechterhaltung eines funktionellen Betazellzustands beeinflussen. Dabei wurden  grundlegende Mechanismen der Bestimmung des Zellschicksals und der Plastizität im Zusammenhang mit der normalen Betazellentwicklung, der Regeneration und der Pathogenese von Diabetes aufgedeckt.
In jüngster Zeit forschte sie vor allem an der Entwicklung einer Pankreas-Beta-Zell-Differenzierungsplattform, die auf menschlichen, pluripotenten Stammzellen basiert.

## Auszeichnungen
- 2008: Grodsky-Preis der Juvenile Diabetes Research Foundation
- 2017: Humboldt-Forschungspreis der Alexander von Humboldt-Stiftung
- 2022: Albert Renold‐Preis, European Association for the Study of Diabetes

## Mitgliedschaften
- 2011: Mitglied der American Society of Clinical Investigation, USA
- 2017: Mitglied der Nationale Akademie der Wissenschaften Leopoldina (Sektion Humangenetik und Molekulare Medizin, Matrikel-Nr. 7739)
- 2020: Mitglied der Association of American Physicians, USA
- 2024: Mitglied der Berlin-Brandenburgischen Akademie der Wissenschaften
- 2025: Mitglied der European Molecular Biology Organization

## Publikationen (Auswahl)
- Maike Sander. In: scholar.google.de. Abgerufen am 6. Dezember 2023.
- Maike Sander - Search Results - PubMed. In: pubmed.ncbi.nlm.nih.gov. Abgerufen am 8. Dezember 2023 (englisch).
- Michael Shum, Mayuko Segawa, Raffi Gharakhanian, Ana Viñuela, Matthew Wortham, Siyouneh Baghdasarian, Dane M. Wolf, Samuel B. Sereda, Laura Nocito, Linsey Stiles, Zhiqiang Zhou, Vincent Gutierrez, Maike Sander, Orian S. Shirihai, Marc Liesa: Deletion of ABCB10 in beta-cells protects from high-fat diet induced insulin resistance. In: Molecular Metabolism. Band 55, 1. Januar 2022, ISSN 2212-8778, S. 101403, doi:10.1016/j.molmet.2021.101403, PMID 34823065, PMC 8689243 (freier Volltext) – (sciencedirect.com [abgerufen am 11. Dezember 2023]).
- Kim-Vy Nguyen-Ngoc, Matthew Wortham, Maike Sander: Sizing up beta cells made from stem cells. In: Nature Biotechnology. Band 40, Nr. 7, Juli 2022, ISSN 1546-1696, S. 1006–1008, doi:10.1038/s41587-022-01271-9 (nature.com [abgerufen am 11. Dezember 2023]).
- Klaus H. Kaestner, Martha Campbell–Thompson, Yuval Dor, Ronald G. Gill, Benjamin Glaser, Seung K. Kim, Maike Sander, Cherie Stabler, Andrew F. Stewart, Alvin C. Powers: What is a β cell? – Chapter I in the Human Islet Research Network (HIRN) review series. In: Molecular Metabolism. Band 53, 1. November 2021, ISSN 2212-8778, S. 101323, doi:10.1016/j.molmet.2021.101323, PMID 34416394, PMC 8452767 (freier Volltext) – (sciencedirect.com [abgerufen am 11. Dezember 2023]).
- Gaowei Wang, Maike Sander: A multi-omics roadmap of β-cell failure in type 2 diabetes mellitus. In: Nature Reviews Endocrinology. Band 17, Nr. 11, November 2021, ISSN 1759-5037, S. 641–642, doi:10.1038/s41574-021-00556-4 (nature.com [abgerufen am 16. Dezember 2023]).